# Dê núi Ninh Bình

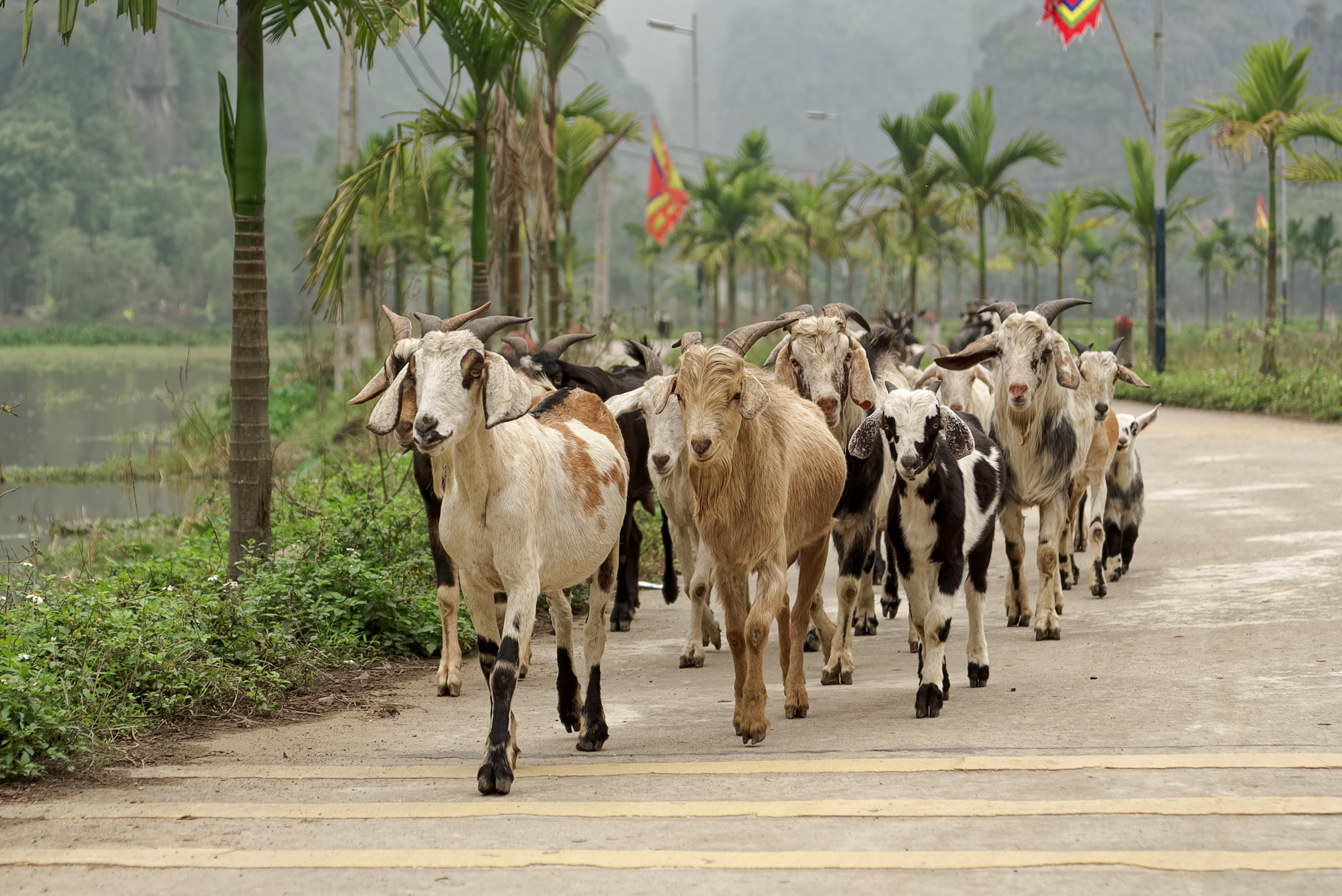
Một đàn dê núi ở Ninh Hải, Hoa Lư

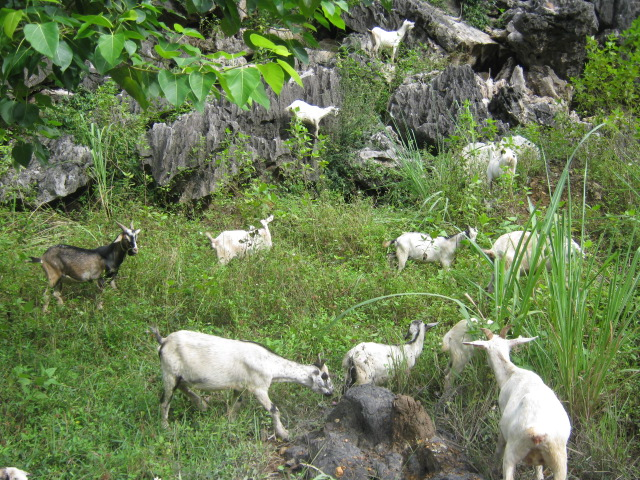
Một đàn dê núi đang đi ăn

Dê núi Ninh Bình là tên thường gọi của các món ăn được chế biến từ thịt dê của người Ninh Bình - thực phẩm đã được bảo hộ chỉ dẫn địa lý từ năm 2018, loại đặc sản này không chỉ phổ biến ở Ninh Bình mà xuất hiện ở các tỉnh thành khác của Việt Nam... Cùng với cơm cháy Ninh Bình, dê núi Ninh Bình có mặt trong "Top 50 món ăn đặc sản người Việt Nam" do Trung tâm kỷ lục Việt Nam xác lập ngày 7.9.2012. Từ năm 2014, Sở Khoa học và Công nghệ Ninh Bình đã triển khai Dự án "ứng dụng tiến bộ kỹ thuật sản xuất con giống dê núi Ninh Bình" với mục đích duy trì và phát triển giống dê đặc trưng của địa phương.
Loại đặc sản ẩm thực này phát triển khá mạnh ở Ninh Bình và là một trong những đặc sản tiêu biểu của địa phương. Ở các thành phố lớn như Hà Nội, Thành phố Hồ Chí Minh, Hạ Long, Đồng Nai cũng có nhiều các nhà hàng chuyên kinh doanh đặc sản với thương hiệu "dê núi Ninh Bình".
Thịt dê núi Ninh Bình có đặc trưng săn chắc, ít mỡ và có vị thơm. Người ta cho rằng sở dĩ như vậy vì ở Ninh Bình có nhiều núi đá, dê chạy nhảy nhiều nên cơ thịt săn chắc, ít mỡ hơn hẳn dê chăn thả trên đồi. Mặt khác, với địa hình đặc trưng của núi đá vôi ngập nước có rất nhiều các loại rau, cỏ, thảo dược thích hợp là thức ăn cho dê như bách bộ, ô rô, lim xẹt, móng bò, dướng, bầu trích, mộc sông, mõm chuột, xoan dù, cà gai leo, tạo nên chất lượng và vị ngon của thịt dê. Một số nguyên liệu và đặc sản sở tại khác cũng góp phần làm nổi bật các món thịt dê Ninh Bình phải kể đến các loại rau ăn kèm đặc trưng địa hình núi đá, rượu Kim Sơn, rượu cần Nho Quan và cơm cháy Ninh Bình. Ở Ninh Bình có rất nhiều những nhà hàng chuyên về thịt dê với những bí quyết chế biến "gia truyền". Đây cũng là món đặc sản được địa phương xây dựng thành thương hiệu ẩm thực của mình.

## Tác dụng

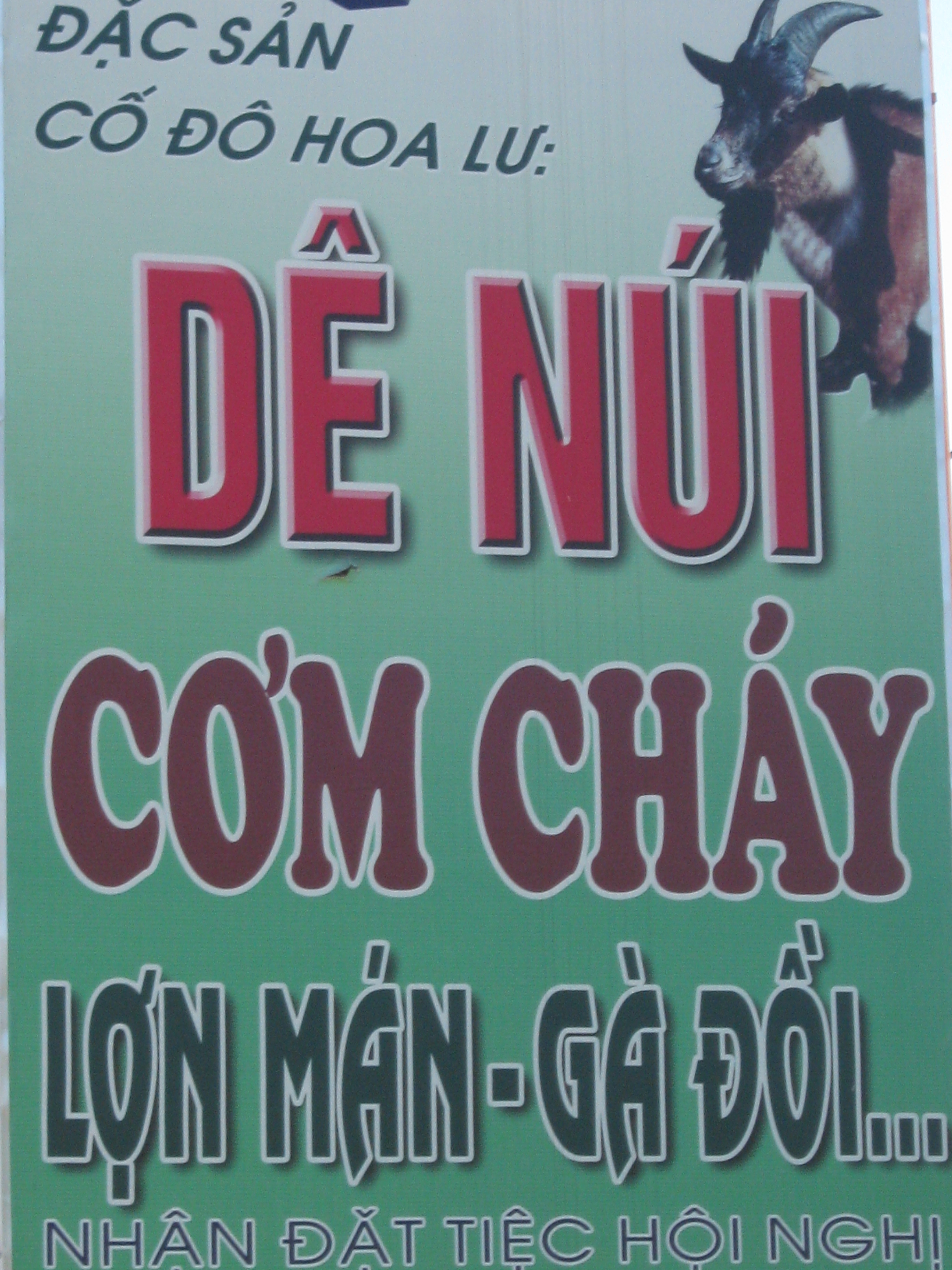
Biển quảng cáo đặc sản Dê núi Ninh Bình

Do dê đực là con vật có khả năng giao phối nhiều lần trong ngày, thế nên dân gian quan niệm dê là loại thức ăn tăng cường sức khoẻ; đặc biệt là khả năng tình dục.

Đặc biệt, nhiều bộ phận của dê có thể làm thuốc: dái dê và thận dê có tính bổ dương. Cao dê chữa bệnh đau lưng, tiết dê pha rượu giúp bổ huyết, chữa đau đầu, choáng váng. Trong dân gian, món ăn bồi bổ từ thịt dê có tác dụng chữa trị các chứng bệnh đau lưng mỏi gối, bổ thận tráng dương, ít tinh trùng, hoa mắt ù tai, lưng gối yếu, yếu sinh lý.Tinh hoàn dê (ngọc dương) có tác dụng trị thận suy, liệt dương, hoạt tinh. Dạ dày dê chữa gầy yếu, tiêu hoá kém, buồn nôn sau bữa ăn. Gan dê có thể điều trị những trường hợp mờ mắt sau khi ốm. Tiết dê pha với rượu trắng 40 độ chữa bổ huyết, đau đầu, chóng mặt, đau lưng. Các món ăn chế biến từ cật dê có tác dụng trị suy nhược, lãng tai, đổ mồ hôi. Cao dê toàn tính làm thuốc bổ.